# Imbribryum gemmiparum
Imbribryum gemmiparum là một loài Rêu trong họ Bryaceae. Loài này được (De Not.) J.R. Spence mô tả khoa học đầu tiên năm 2007.